# Forte de São João (Espírito Santo)

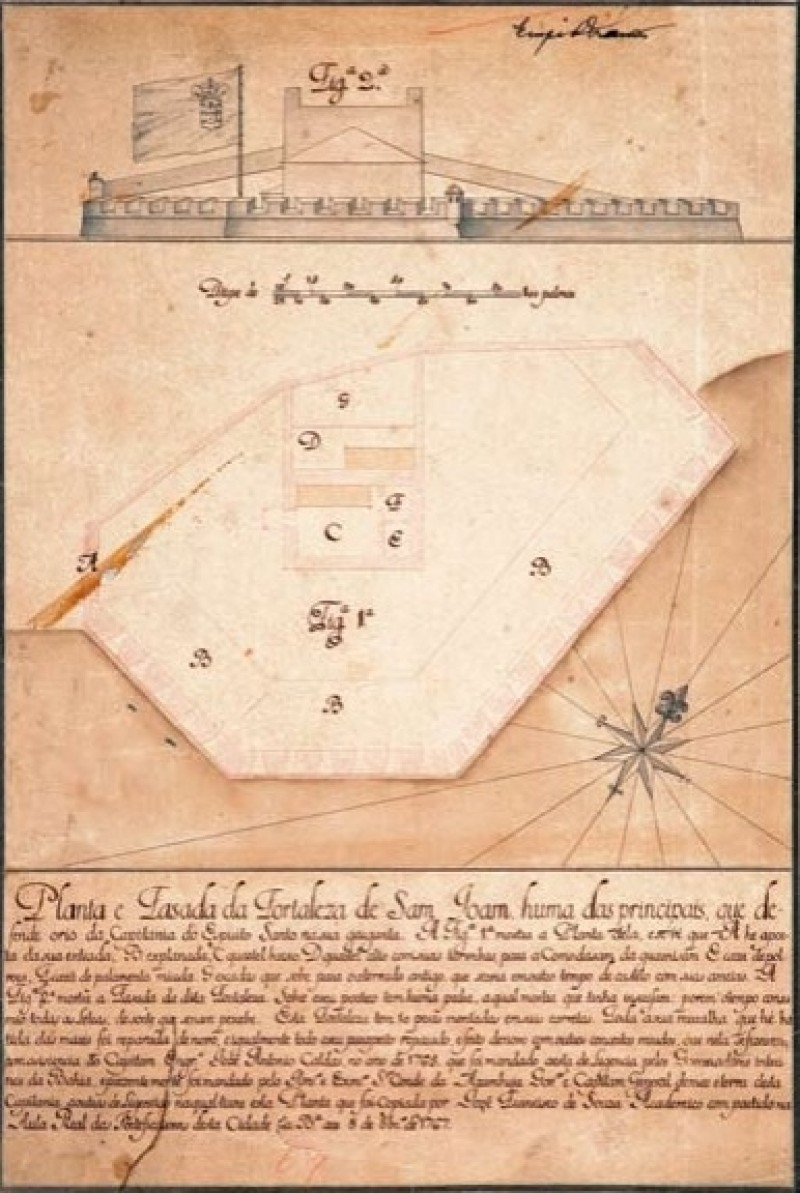
Planta do Forte de São João.

O Forte de São João localizava-se na ilha de Santo Antônio, atual ilha de Vitória, na garganta que faz a baía da Vila Velha, oposto ao morro do Penedo, no litoral do atual estado brasileiro do Espírito Santo.

## História
Entre 1674 e 1675, o baiano Francisco Gil de Araújo adquiriu a Capitania do Espírito Santo ao seu capitão donatário, Antônio Luís Gonçalves da Câmara Coutinho, por 40 mil cruzados. Durante a sua administração (1678 a 1682), entre as melhorias que promoveu no tocante à defesa, fez reedificar esta fortificação em ruínas, cruzando fogos com o Forte de São Francisco Xavier de Piratininga.
O vice-rei e capitão-general de mar-e-terra do Estado do Brasil, D. Vasco Fernandes César de Meneses (1720-1735), comissionou o engenheiro Nicolau de Abreu Carvalho para proceder aos reparos necessários às fortificações da baía do Espírito Santo, entre as quais esta. Atribui-se a este governante, em 1726, a construção da estrutura, que classifica como fortaleza, com planta no formato de um polígono heptagonal. A fortaleza tem planta no formato de um meio hexágono irregular, artilhado com onze peças. O título de uma planta, no Arquivo Militar, no Rio de Janeiro, aponta-lhe reparos e artilharia em 1765:
"Planta e prospecto da fortaleza de São João, uma das principais que defende o rio da Capitania do Espírito Santo. Reparada de novo pelo [capitão] engenheiro José António Caldas por ordem dos governadores interinos da Capitania da Bahia em 1765, montando dez peças, e tirada a planta em 1767 por ordem do seu capitão-general Conde de Azambuja."
O general Antônio Eliziário - tenente-general graduado Antônio Elzeário de Miranda e Brito - , em 1841, lhe atribuiu dez peças, e o Mapa de Fortificações do Império de 1847 apresenta-o como em mau estado, artilhado com vinte e cinco peças.
O desembargador Luiz Thomaz de Navarro (Memórias afirma que, em 1808, se construiu uma grande bateria sobre o morro junto à Fortaleza de São João, no cume do qual havia antigamente um Reduto. Essa defesa complementar seria a Bateria Elevada, também denominada como Reduto de Nossa Senhora da Vitória.
Sobre os vestígios deste forte, foi erguida a sede social do Clube de Regatas Saldanha da Gama.

## Características

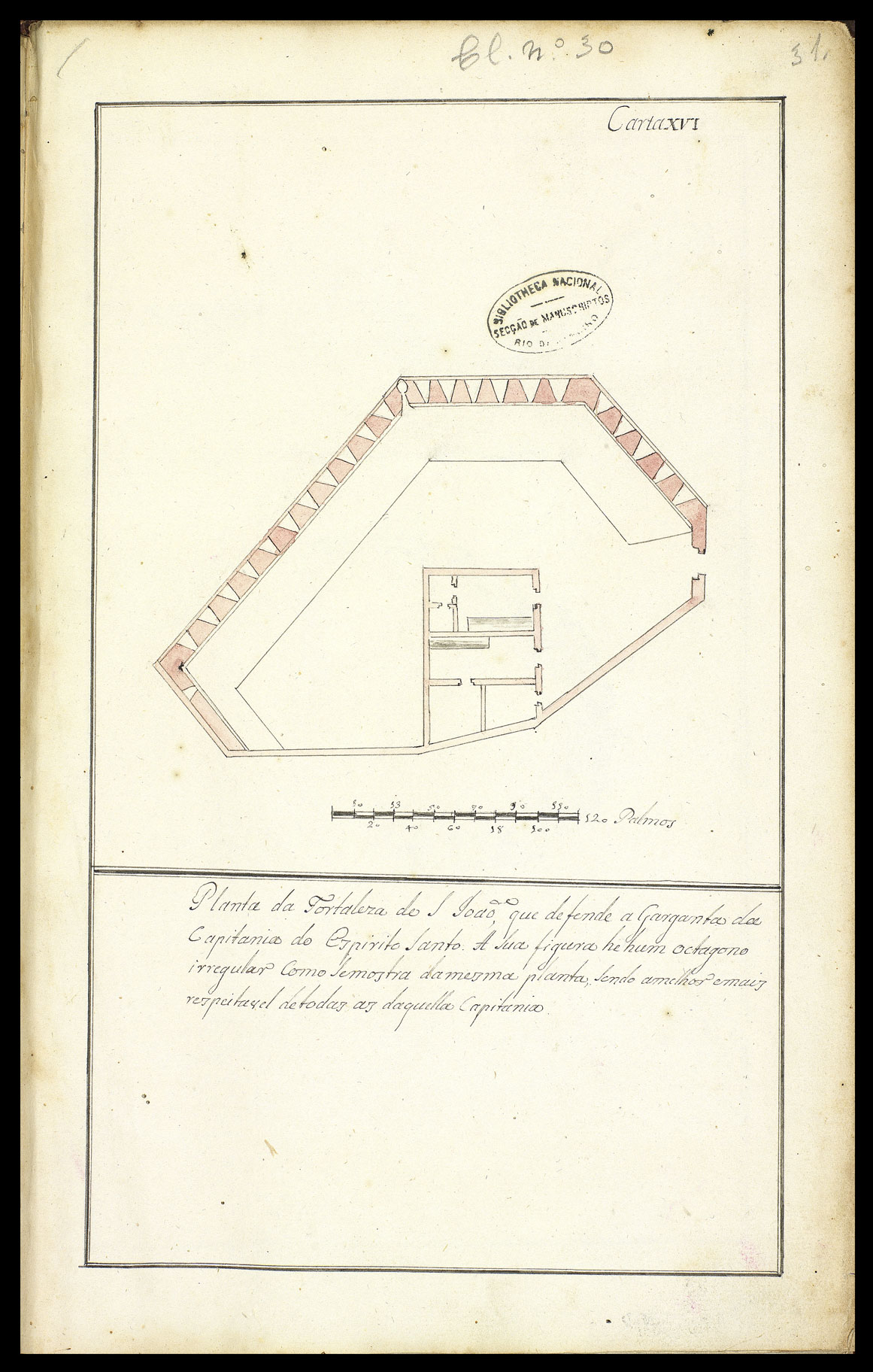
Planta da Fortaleza de São João, em Vitória-ES, feita em 1801 por Luis dos Santos Vilhena

Em uma planta desta fortaleza de 1801, lê-se:
Planta da Fortaleza do S. João, que defende a garganta da Capitanai do Espirito Santo. A sua figura he hum octagono irregular Como se mostra da mesma planta, sendo a melhor e mais respeitavel de todas as daquella Capitania.
Já a planta feita em 1765 por José Antônio Caldas é acompanhada do seguinte texto:
Planta e Fasada da Fortaleza de Sam Joam, huma das principais, que defende o rio da Capitania do Espirito santo na sua garganta. A Fig.a 1ª mostra a Planta e se ve que A he a porta da sua entrada, B explanada, C quartel baixo, D quartel alto com suas tarimbas para acomodasam da guarnisam. E caza de polvora E caza de palamenta miuda. G escadas que sobem para o aterrado antigo, que servia em outro tempo de castelo com suas ameias. A Fig.a 2ª mostra a Fasada da dita Fortaleza. Sobre o seu portico tem huma pedra, a qual mostra que tinha inscrisam: porem o tempo consumio todas as letras, de sorte que se nam percebe Esta Fortaleza tem 10 pesas montadas em suas carretas. Toda a sua muralha que he batida das mares foi repada de novo, e igualmente todo o seu parapeito reparado e feito de novo com outros concertos miudos, que nela se fizeram, com asistencia do Cap.m Eng.o Jozé e Antonio Caldas no ano de 1765 q. foi mandado a esta Ligencia pelos Governadores interinos da B.a e prezente m.te foi mandado pelo Ilm.o Exm.o Sr. Conde da Azambuja Gov.or e Capitam Gn.al de mar e terra desta Capitanai a outras de lig.as na q.l tirou esta Planta q.e foi Copiada por Manoel Gomes Viana Academico com partido na dita Aula. Bahia 5 de Novembro de 1767.